# アラン・アンダーソン (論理学者)
アラン・アンダーソン（Alan Ross Anderson、1925年 - 1973年）は、アメリカの論理学者。イェール大学、ピッツバーグ大学で哲学の教授をつとめた。ベルナップと共同で、 関連性論理や義務論理の分野で活躍した。
論理学に対してはプラトニストであり、実在論者、一元論者であった。「唯一の真なる論理学」（"The One True Logic"）があると信じており、それは関連性論理だと信じていた。